# Samo mi se spava
A Samo mi se spava (magyarul: Csak aludni akarok) a szerb Luke Black dala, mellyel Szerbiát képviselte a 2023-as Eurovíziós Dalfesztiválon Liverpoolban. A dal 2023. március 4-én, a szerb nemzeti döntőben, a Pesma za Evroviziju című műsorban megszerzett győzelemmel érdemelte ki a dalversenyen való indulás jogát.

## Eurovíziós Dalfesztivál
2023. január 9-én a Radio Televizija Srbije bejelentette a 2023-as Pesma za Evroviziju résztvevőinek a teljes listáját, amelyen az énekes is szerepelt. A dalt először a március 1-i első elődöntőben adta elő először, ahol a hatodik helyen végzett, így továbbjutott a döntőbe. A dal március 4-én megnyerte a nemzeti döntőt, ahol a szakmai zsűri, valamint a nézői szavazatok együttese alakította ki a végeredményt. A zsűri és a közönség listáján is a második lett, viszont összesítésben megnyerte a versenyt, így ez a dal képviselheti Szerbiát az Eurovíziós Dalfesztiválon.
A dalfesztivál előtt Stockholmban, Varsóban, Tel-Avivban, Madridban és Londonban eurovíziós rendezvényeken népszerűsítette versenydalát.
A dalt először a május 9-én rendezendő első elődöntőben fellépési sorrendben harmadikként adta elő, a Máltát képviselő The Busker Dance (Our Own Party) című dala után és a Lettországot képviselő Sudden Lights Aijā című dala előtt. Az elődöntőből tizedik helyezettként továbbjutott a május 13-i döntőbe, ahol fellépési sorrendben ötödikként lépett fel, a Lengyelországot képviselő Blanka Solo című dala után és a Franciaországot képviselő La Zarra Évidemment című dala előtt. A zsűri szavazáson a huszonharmadik helyen végezett 14 ponttal, míg a nézői szavazáson a huszonegyedik helyen végezett 16 ponttal, így összesítésben 30 ponttal a verseny huszonnegyedik helyezettje lett.
A következő szerb induló Teya Dora Ramonda című dala volt a 2024-es Eurovíziós Dalfesztiválon.

### Kapott pontok
Első elődöntő
| Szavazat | Össz | Szavazó országok | Szavazó országok | Szavazó országok | Szavazó országok | Szavazó országok | Szavazó országok | Szavazó országok | Szavazó országok | Szavazó országok | Szavazó országok | Szavazó országok | Szavazó országok | Szavazó országok | Szavazó országok | Szavazó országok | Szavazó országok | Szavazó országok | Szavazó országok    | Szavazó országok |
| Szavazat | Össz | Norvégia         | Málta            | Lettország       | Portugália       | Írország         | Horvátország     | Svájc            | Izrael           | Moldova          | Svédország       | Azerbajdzsán     | Csehország       | Hollandia        | Finnország       | Franciaország    | Németország      | Olaszország      | A Világ többi része |                  |
| -------- | ---- | ---------------- | ---------------- | ---------------- | ---------------- | ---------------- | ---------------- | ---------------- | ---------------- | ---------------- | ---------------- | ---------------- | ---------------- | ---------------- | ---------------- | ---------------- | ---------------- | ---------------- | ------------------- | ---------------- |
| Nézők    | 37   |                  | 5                |                  |                  |                  | 10               | 6                |                  |                  | 1                | 3                | 3                |                  | 4                | 2                |                  | 1                | 2                   |                  |

Döntő
| Zsűri | 14 |  | 1 |  |  |   |  |  |  |  |  |  |  |  | 3 | 4 | 4 |  |  |  |  | 1 |  |  |   |  |  |  |  |  |  |  |   | 1 |  |  |  |  |
| Nézők | 16 |  |   |  |  | 2 |  |  |  |  |  |  |  |  |   |   | 7 |  |  |  |  |   |  |  | 1 |  |  |  |  |  |  |  | 6 |   |  |  |  |  |

## Háttér
Különböző interjúkban Black arról számolt be, hogy 2020 áprilisában készítette el a dalt egy libanoni barátjával, Majed Kfoury-val közösen. Évekig nem mutatta be, majd miután meglátta Konstraktát a Pesma Za Evroviziju egy évvel korábbi évadjában győzni az In corpore sano című dallal, akkor úgy gondolta, hogy egy év múlva ő is megpróbálkozik a Samo mi se spava-val.
Black elmondása szerint a dal a világtól való elszigetelődését írja le. A Covid19-pandémia idején "nagyon elidegenedett a világtól", csak videójátékokkal játszott és anime-t nézett az ágyában egész nap. Kijelentette azt is, hogy a dal arról szól, hogy az embereknek fel kell ébredniük, mert a világban a gonosz akkor tud terjeszkedni, amikor az emberek csukva tartják a szemüket, és csak az ébrenlétünkkel lehet győzedelmeskedni. 

## Galéria

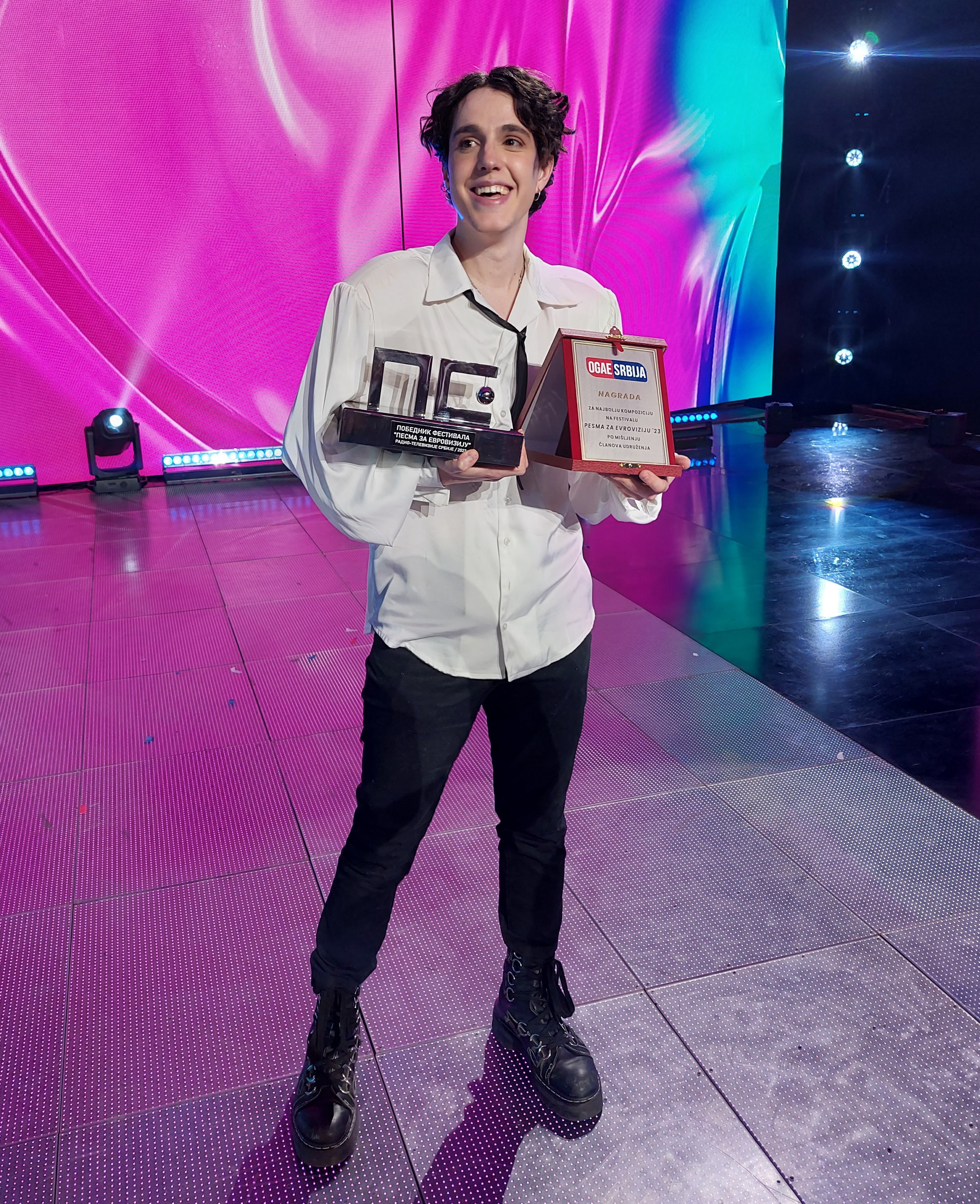
Az szerb döntő után
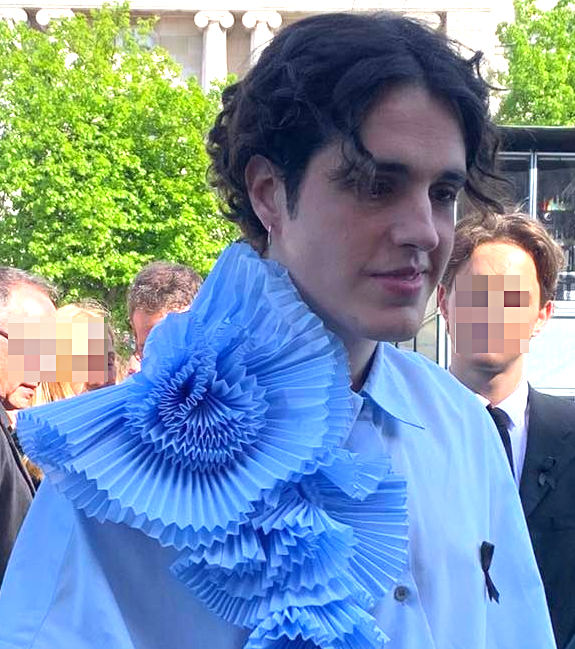
A megnyitóünnepségen
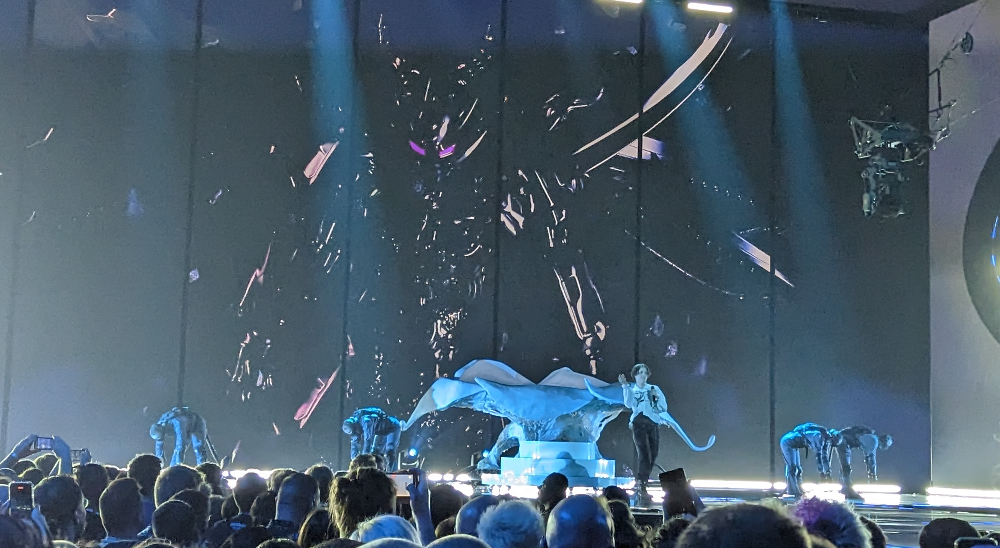
Az elődöntőben
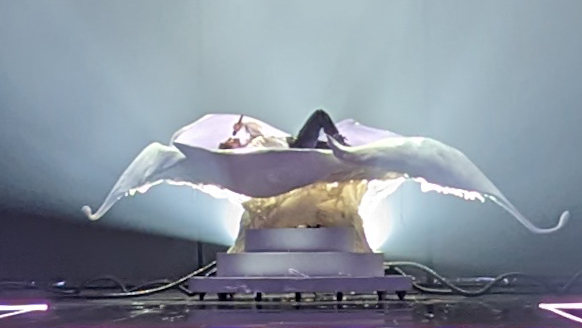
A döntőben